# Der Präsident (Karl Emil Franzos)
Der Präsident ist eine Erzählung des österreichischen Schriftstellers Karl Emil Franzos, die zuerst 1884 bei Eduard Trewendt in Breslau erschien. Im selben Jahr brachte Georg Düntz das Buch in St. Petersburg auf den Markt.

## Vorgeschichte
Der Präsident ist der Richter Karl Victor Reichsfreiherr von Sendlingen. Der hochgeachtete Adelige kann, seine Abstammung betreffend, auf eine Seitenlinie der Salischen Kaiser verweisen: Einer seiner Ahnen, ein Vetter Kaiser Konrads, habe in Franken und Schwaben gesessen. Der Urenkel jenes Ahnen sei mit einem Habsburger nach Kärnten gekommen. In einem Seitental bei Maria Wörth habe die erste Sendlingerburg auf österreichischem Boden gestanden. Victors Vater, ein Witwer, unternimmt kurz vor seinem Tode von seinem Dienstort Klagenfurt aus mit dem 14-jährigen Sohne eine Kutschfahrt in den Mai. Ausflugsziel ist jenes alte Gemäuer in den Bergen. Angesichts des Wappens derer von Sendlingen muss Victor dem Vater schwören: Nie wird er den unverzeihlichen Fehler seines Vaters wiederholen. Victors Mutter war eine Bürgerliche gewesen. Nach der Heirat war Victors Vater subalterner Beamter ohne jegliche Aufstiegschance geblieben.
Nachdem der Vater verstorben ist, kümmern sich einflussreiche Angehörige des Adelshauses von Sendlingen um Victor. Der Junge absolviert die Theresianische Akademie. Nach dem darauffolgenden Hochschulstudium unter den Fittichen seines Onkels aus Lemberg zunächst im dortigen Gubernium beschäftigt, lässt sich der junge Jurist Victor von Sendlingen im Winter 1832 als Strafrichter an das Bezirksamt Sotschen in den Süden der Bukowina versetzen. Dort an der moldauischen Grenze lernt Baron von Sendlingen im Hause des rumänisierten Griechen Alexander von Mirescul, eines notorischen Tabakschmugglers, die blonde Erzieherin Fräulein Hermine Lippert kennen und lieben. Sendlingen will die Bürgerliche heiraten. Der Onkel aus Lemberg, auf der Durchreise in Czernowitz, verhindert die Verbindung mit Hermine, der Tochter eines Gymnasialdirektors. Er stellt den Neffen vor die Wahl – entweder die Bukowina sofort verlassen oder Abbruch der Karriere. Sendlingen verlässt eingedenk des Schicksals seines Vaters  Hermine und sieht die Geliebte im Leben nie wieder. Aus den östlichen Provinzen als Gerichtsrat nach Böhmen versetzt, heiratet der junge Freiherr eine Gräfin. Die Ehe bleibt kinderlos. Bereits als 40-Jähriger wird Sendlingen zum Gerichtspräsidenten in der deutsch-slawischen Provinzstadt B. im Nordosten Österreichs ernannt. 1850 verwitwet Sendlingen.

## Handlung
Die Kriminalgeschichte handelt vom November 1852 bis zum August 1856 zumeist in Österreich; hauptsächlich in jener Provinzstadt B.
Als Sendlingen, von einer längeren Dienstreise aus Wien nach B. zurückgekehrt, die aktuelle Liste des Strafsenats durchsieht, macht er eine folgenschwere Entdeckung. Der betreffende Eintrag lautet: „Victorine Lippert. Geboren am 25. Januar 1834 zu Radautz in der Bukowina. Gouvernante. Kindesmord. Vom Bezirksgerichte G. am 17. Juni 1852 anher eingeliefert. Geständig. Schlußverhandlung 8. November 1852.“ Also ist der Präsident Vater; hat eine Tochter mit Hermine. Davon hatte ihm die Geliebte nichts erzählt. In den folgenden Verhandlungen in der Strafsache seiner Tochter lässt sich Sendlingen als Vorsitzender vertreten. Bei der ersten Begegnung in der Gefängniszelle unter vier Augen ist die äußerliche Ähnlichkeit von Vater und Tochter unübersehbar. Sendlingen verheimlicht die  Entdeckung vor den Beamten in seinem Umkreis; weiht nur seinen besten Freund, den Anwalt Dr. Georg Berger, ein. Gemeinsam mit seiner Haushälterin Brigitte und seinem Diener Franz bereitet der Präsident die Entführung der Tochter aus dem Gefängnis vor. Als das Urteil „Tod durch den Strang“ von Wien bestätigt worden ist und der Monarch das Gnadengesuch abgelehnt hat, führen die drei Verschwörer die Entführung Victorines in der Nacht zum 22. Februar 1853 durch. Auf Schloss Oosterdaal bei Huissen, dem Versteck der vier Österreicher, heiratet Victorine einen Bergwerksdirektor aus Batavia und begibt sich mit ihm nach Java.
Sendlingen stellt sich in Wien seinem vorgesetzten Minister. Als der ein Strafverfahren gegen den „schuldig gewordenen“ Präsidenten verweigert, flieht letzterer in den Suizid.

## Adaptionen

### Schauspiel
in englischer Sprache
- The judge. A play in four acts[4] by Louis James Block (1851–1927), The Gorham Press, Boston 1915

### Ausgaben
- Der Präsident. Erzählung von Karl Emil Franzos. J.G. Cotta’sche Buchhandlung Nachfolger, Stuttgart 1924. 262 Seiten (verwendete Ausgabe)

in englischer Sprache
- The chief justice, a novel by Emil Franzos[5] Übersetzer: Miles Corbet, William Heinemann, London 1890

### Sekundärliteratur
- Peter Sprengel: Geschichte der deutschsprachigen Literatur 1870–1900. Von der Reichsgründung bis zur Jahrhundertwende. München 1998, ISBN 3-406-44104-1.